# 帕特里克·鲍尔斯
帕特里克·鲍尔斯（英語：Patrick Powers，1958年2月13日—），生于洛杉矶，美国男子排球运动员。他曾代表美国国家队参加1984年夏季奥林匹克运动会排球比赛，获得一枚金牌。